# Believe (album de Cher)
Pour les articles homonymes, voir Believe.
Albums de Cher
It's a Man's World
(1995) If I Could Turn Back Time: Cher's Greatest Hits
(1999)
Believe est le 23ème album de la chanteuse américaine Cher.
Sorti le 22 octobre 1998, il s'est vendu à plus de 10 millions d'exemplaires à travers le monde. Il demeure le plus gros succès de Cher.

## Pistes
| No  | Titre                                 | Auteur                                                                                  | Producteur(s)              | Durée |
| --- | ------------------------------------- | --------------------------------------------------------------------------------------- | -------------------------- | ----- |
| 1.  | Believe                               | Brian Higgins, Stuart, McLennen, Paul Barry, Steven Torch, Matthew Gray, Timothy Powell | Mark Taylor, Brian Rowling | 4:00  |
| 2.  | The Power                             | Tommy Sims, Judson Spence                                                               | Junior Vasquez             | 3:56  |
| 3.  | Runaway                               | Mark Taylor, Paul Barry                                                                 | Taylor, Rowling            | 4:46  |
| 4.  | All or Nothing                        | Taylor, Barry                                                                           | Taylor, Rowling            | 3:58  |
| 5.  | Strong Enough                         | Taylor, Barry                                                                           | Taylor, Rowling            | 3:43  |
| 6.  | Dov'è l'amore                         | Taylor, Barry                                                                           | Taylor, Rowling            | 4:18  |
| 7.  | Takin' Back My Heart                  | Diane Warren                                                                            | Taylor, Rowling            | 4:32  |
| 8.  | Taxi Taxi                             | Mark Jordan, Todd Terry                                                                 | Todd Terry                 | 5:04  |
| 9.  | Love Is the Groove                    | Betsy Cook, Bruce Woolley                                                               | Terry                      | 4:31  |
| 10. | We All Sleep Alone (Todd Terry remix) | Desmond Child, Jon Bon Jovi, Richie Sambora                                             | Terry                      | 5:10  |

## Personnel
- Cher : Chant
- Eddie Martinez – guitare
- Marlon Graves – guitare
- Adam Phillips - guitare
- Mark Taylor - guitare, claviers, programmation de la batterie électronique, arrangements de cordes (violons, altos et violoncelles)
- Winston Blissett – basse
- Tom Salta – claviers, programmation des claviers
- Johan Brunkvist – claviers
- Chris Anderson – piano
- Tracy Ackerman - chœurs
- Ada Dyer - chœurs
- Sylvia Mason-James - chœurs
- Antoinette Roberson - chœurs
- Audrey Wheeler - chœurs
- James Williams - chœurs
- Paul Barry - chœurs
- Hamish Stewart - chœurs
- Jon Bon Jovi - producteur

## Classements
| Classement (1998–99)                       | Meilleure position |
| ------------------------------------------ | ------------------ |
| Allemagne (Media Control AG)               | 1                  |
| Australie (ARIA)                           | 13                 |
| Autriche (Ö3 Austria Top 40)               | 1                  |
| Belgique (Flandre Ultratop)                | 3                  |
| Belgique (Wallonie Ultratop)               | 3                  |
| Canada (RPM)                               | 1                  |
| Danemark (IFPI)                            | 1                  |
| Écosse (OCC)                               | 6                  |
| Espagne (AFYVE)                            | 4                  |
| États-Unis (Billboard 200)                 | 4                  |
| États-Unis (Billboard Top Internet Albums) | 6                  |
| Europe (Eurochart)                         | 1                  |
| Finlande (Suomen virallinen lista)         | 4                  |
| France (SNEP)                              | 5                  |
| Hongrie (Mahasz)                           | 3                  |
| Italie (FIMI)                              | 6                  |
| Japon (Oricon)                             | 47                 |
| Norvège (VG-lista)                         | 4                  |
| Nouvelle-Zélande (RIANZ)                   | 1                  |
| Pays-Bas (Mega Album Top 100)              | 7                  |
| Portugal (AFP)                             | 1                  |
| Royaume-Uni (UK Albums Chart)              | 7                  |
| Suède (Sverigetopplistan)                  | 2                  |
| Suisse (Schweizer Hitparade)               | 2                  |

| Classement (1998)             | Position |
| ----------------------------- | -------- |
| Allemagne (Media Control AG)  | 79       |
| Autriche (Ö3 Austria Top 40)  | 32       |
| Royaume-Uni (UK Albums Chart) | 32       |
| Suède (Sverigetopplistan)     | 36       |

| Classement (1999)             | Position |
| ----------------------------- | -------- |
| Allemagne (Media Control AG)  | 1        |
| Australie (ARIA)              | 23       |
| Autriche (Ö3 Austria Top 40)  | 3        |
| Belgique (Flandre Ultratop)   | 10       |
| Belgique (Wallonie Ultratop)  | 11       |
| Canada (RPM)                  | 6        |
| Danemark (IFPI)               | 2        |
| États-Unis (Billboard 200)    | 17       |
| Europe (Eurochart)            | 1        |
| France (SNEP)                 | 17       |
| Italie (FIMI)                 | 20       |
| Nouvelle-Zélande (RIANZ)      | 11       |
| Pays-Bas (Mega Album Top 100) | 20       |
| Royaume-Uni (UK Albums Chart) | 48       |
| Suède (Sverigetopplistan)     | 19       |
| Suisse (Schweizer Hitparade)  | 9        |

| Classement (1990–1999)       | Position |
| ---------------------------- | -------- |
| Autriche (Ö3 Austria Top 40) | 43       |

## Certifications
| Pays                         | Certification | Ventes    |
| ---------------------------- | ------------- | --------- |
| Allemagne (BVMI)             | 2 × Platine   | 1 000 000 |
| Australie (ARIA)             | 2 × Platine   | 140 000   |
| Autriche (IFPI)              | Platine       | 50 000    |
| Belgique (BEA)               | Platine       | 50 000    |
| Canada (Music Canada)        | 6 × Platine   | 600 000   |
| États-Unis (RIAA)            | 4 × Platine   | 3 600 000 |
| Finlande (Musiikkituottajat) | Or            | 32 682    |
| France (SNEP)                | Platine       | 555 300   |
| Norvège (IFPI)               | Platine       | 50 000    |
| Nouvelle-Zélande (RIANZ)     | 2 × Platine   | 30 000    |
| Royaume-Uni (BPI)            | 2 × Platine   | 700 000   |
| Suède (IFPI)                 | Platine       | 80 000    |
| Suisse (IFPI)                | 2 × Platine   | 100 000   |